# 一宮市立今伊勢中学校
一宮市立今伊勢中学校（いちのみやしりつ いまいせちゅうがっこう）は、愛知県一宮市今伊勢町にある公立中学校。略称は「今中」

## 概要
- 旧中島郡今伊勢町の中学校であり、校区は今伊勢町全域[1]。一宮市立今伊勢小学校、一宮市立今伊勢西小学校の児童が進学する。

## 沿革
- 1947年（昭和22年）
  - 4月1日 - 中島郡今伊勢町に今伊勢町立今伊勢中学校として開校。校舎は無く、今伊勢町立今伊勢東小学校（現・一宮市立今伊勢小学校）、今伊勢町立今伊勢西小学校（現・一宮市立開明小学校）の一部を使用。
  - 4月18日 - 開校式を行う。
- 1948年（昭和23年）
  - 3月24日 - 現在地に移転。校舎は旧・税務講習所校舎を使用。
  - 8月31日 - 新校舎が完成。
- 1949年（昭和24年）3月31日 - 校舎を増築する。
- 1955年（昭和30年）
  - 1月31日 - 新校舎が完成。
  - 4月1日 - 今伊勢町が一宮市にそれぞれ編入される。同時に一宮市立今伊勢中学校に改称する。尾西市に編入された開明地区は新設の尾西市立第一中学校開明分校[注釈 1]へ移る。
- 1964年（昭和39年）7月15日 - 新校舎が完成する。
- 1972年（昭和47年）3月23日 - 北館（鉄筋コンクリート造3階建）が完成する。
- 1975年（昭和50年）3月6日 - 北館を増築する。
- 1976年（昭和51年）7月17日 - プールが完成する。
- 1979年（昭和54年）3月29日 - 北館を増築する。屋内運動場が完成する。
- 1984年（昭和59年）3月27日 - 南館が完成する。
- 1991年（平成3年）4月12日 - 武道場が完成する。

## 交通アクセス
- 名鉄名古屋本線「今伊勢駅」下車、徒歩約10分。

## 周辺施設
- 一宮市立今伊勢西小学校
- 一宮市今伊勢町出張所
- 名鉄名古屋本線今伊勢駅